# Roman Dietz
Roman Dietz (* 24. července 1964, Česká Lípa) je český hudební manažer, pedagog a houslista. Žije a působí v Teplicích.

## Život a dílo
Pochází z Nového Boru, kde začal hrát na housle v 6 letech v ZUŠ ve třídě Vladislava Herajna. Je absolventem Konzervatoře v Teplicích, oboru housle u Dagmar Zárubové, a Univerzity Jana Evangelisty Purkyně Ústí nad Labem, oboru hudební management a oboru učitelství hudební výchovy pro střední školy. 
V roce 1983 založil Českolipský komorní orchestr, složený převážně ze studentů teplické konzervatoře, se kterým absolvoval mnoho koncertů doma i v zahraničí a zároveň působil mnoho let v Českolipském komorním sboru. V letech 1985–1987 absolvoval základní vojenskou službu na místě koncertního mistra Symfonického orchestru VUS Tábor a primária smyčcového kvinteta. 
Profesionální uměleckou dráhu zahájil v Karlovarském symfonickém orchestru. V roce 1988 nastoupil v Severočeské filharmonii Teplice na místo zástupce koncertního mistra. V roce 1989 spoluzaložil soubor Archi con flauto, složený z koncertních mistrů a vedoucích skupin teplické filharmonie, a působil v různých komorních souborech, se kterými absolvoval více než 3000 koncertních vystoupení po celé Evropě. V roce 1997 založil koncertní agenturu a zahájil pořádání pravidelných koncertních sezón na zámku v Trmicích. Věnoval se i pedagogické činnosti jak na ZUŠ, tak i na Konzervatoři v Teplicích. 
Od roku 2000 je ředitelem Severočeské filharmonie Teplice. V letech 2005–2021 zastával funkci předsedy Asociace symfonických orchestrů a pěveckých sborů ČR, byl členem Rady Asociace hudebních festivalů ČR, prezidentem České hudební rady a členem Unie zaměstnavatelských svazů ČR. V letech 2006–2008 byl předsedou komise pro udílení Cen Ministerstva kultury ČR v oblasti hudba. 
Kromě uvedených funkcí se nadále věnuje aktivnímu hraní v různých komorních souborech, pořádá pravidelný cyklus výchovných koncertů pro základní školy, vyučoval hudební management na Konzervatoři v Teplicích a management a marketing kulturních institucí na Pedagogické fakultě Univerzity J. E. Purkyně v Ústí nad Labem.
Je spoluautorem knih Severočeská filharmonie Teplice historie a současnost, Historie a současnost da capo a Ludwig van Beethoven v hudebních tradicích severozápadních Čech / 60 let Hudebního festivalu Ludwiga van Beethovena.